# Spintik-Teiche

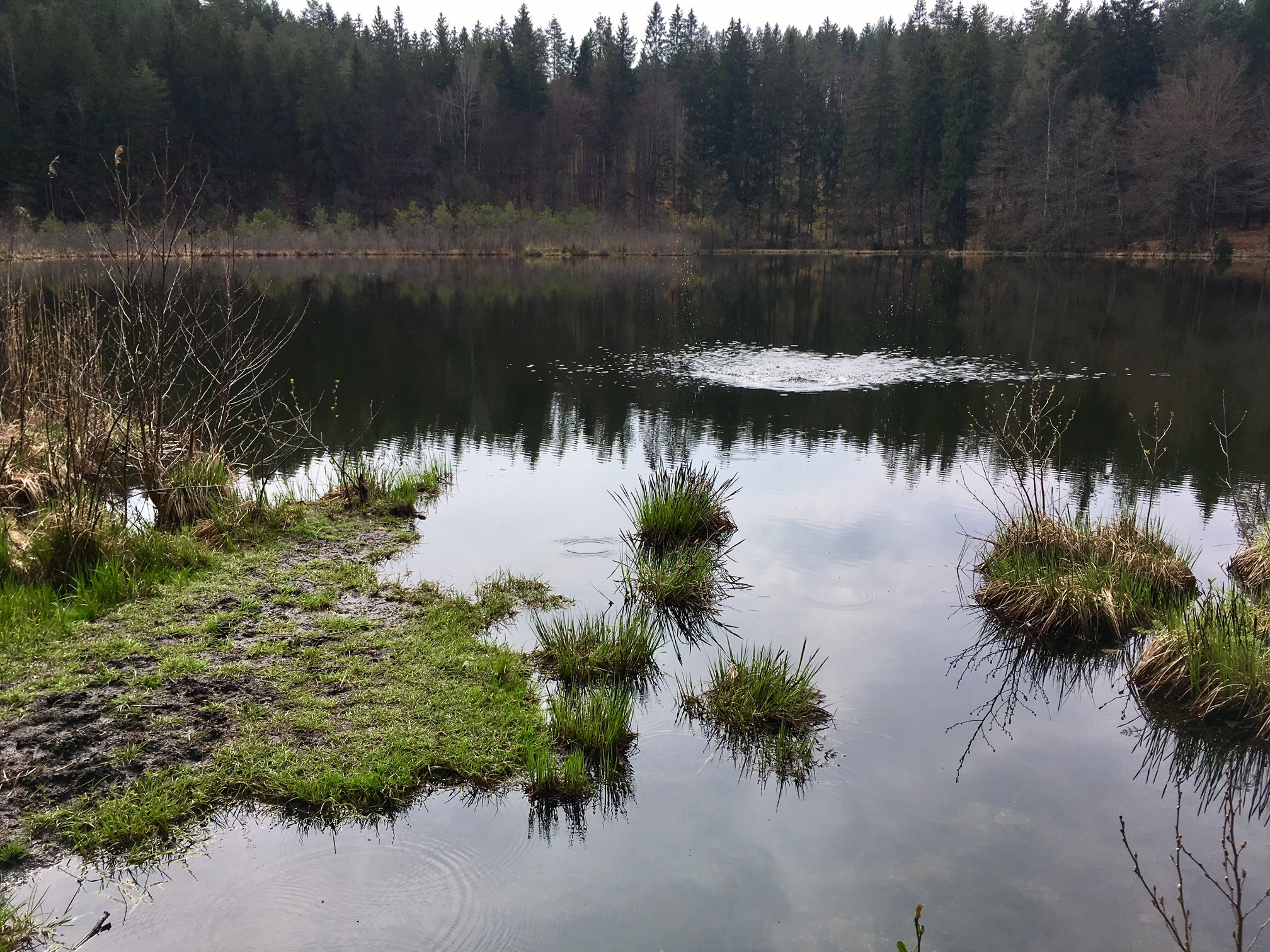
Unterer Spintikteich

Die Spintik-Teiche sind zwei Kärntner Teiche, die auf dem Höhenrücken zwischen Wörthersee und Keutschacher Seental liegen. Das Gebiet um die beiden Teiche ist seit 1959 Naturschutzgebiet.
Die beiden Teiche sind aus künstlich überstauten Nassflächen entstanden. Sie liegen in flachen Mulden aus Grundmoränenmaterial, das über oberostalpinem Altkristallin liegt. Zu- und Abfluss erfolgen durch ein Kerbtal. Der untere Teich ist teilweise von Wiesen und Feldern umgeben, der obere großteils von Wald und Flachmooren.

## Unterer Spintik-Teich
Der nördliche Untere Spintik-Teich liegt in einer Seehöhe von 560 m ü. A. und ist 1,68 Hektar groß. Sein Volumen beträgt 22.000 m³, seine maximale Tiefe 2,5 m, die mittlere Tiefe 1,4 m. Er ist fast rechteckig, sein einziger Zufluss ist der Abfluss des Oberen Spintik-Teichs.

## Oberer Spintik-Teich

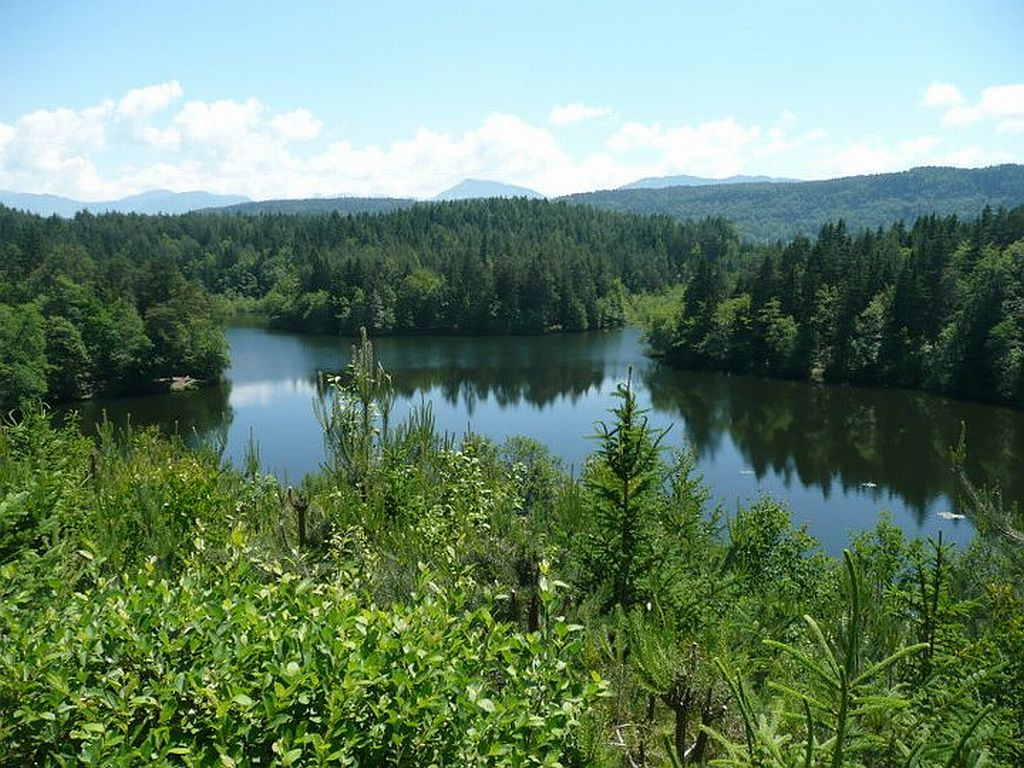
Oberer Spintikteich

Der südliche Obere Spintik-Teich liegt in einer Seehöhe von 571 m ü. A. und ist 7,6 Hektar groß. Sein Volumen beträgt 132.000 m³, seine maximale Tiefe rund 4 Meter, die mittlere Tiefe 1,7 m. Er ist unregelmäßig geformt und hat einen kleinen Mittelteil und drei Buchten. Der Zufluss ist ein kleiner, von Westen kommender Bach von rund 300 m Länge. Der Abfluss mündet in den Unteren Spintik-Teich.

## Gewässer
Beide Teiche erwärmen sich im Frühjahr wegen ihrer geringen Tiefe sehr rasch und können im Mai schon 20 °C erreichen. Die Temperatur schwankt aber stark. Im Winter können sie von Dezember bis März zugefroren sein, die Eisdecke erreicht häufig 40 cm.
Die Farbe des Wassers ist bräunlich. Das ist durch die umliegenden Moore bedingt. Der Kalkgehalt ist sehr gering. Vom Phosphat-Gehalt her sind sie als mesotroph einzustufen.
Im Phytoplankton herrschen Blaualgen, Goldalgen, Panzergeißelalgen und Zieralgen vor. Vom tierischen Plankton ist der ansonsten nur in Hochgebirgsseen vorkommende Planktonkrebs Acanthodiaptomus denticornis zu nennen.
Der Boden der Teiche besteht aus Torfschlamm. An Unterwasservegetation kommen Laichkräuter, Tausendblatt, Seerosen und Wasserschläuche vor.

## Ufervegetation und Umgebung
Der Großteil des Ufers ist von Schwarz-Erlen bestanden. Wo sie fehlen, gibt es einen schmalen Schilfgürtel. Landeinwärts schließen sich Steife Segge mit Schnabelbinsen an. Großflächig ist der Schlamm-Schachtelhalm vorhanden. In seinen Beständen kommen auch Fieberklee, Sumpf-Blutauge, Gilbweiderich, Sumpf-Haarstrang und Wasser-Minze vor.
Schwingrasen aus Schlamm-Seggen kommen ebenfalls vor. Manche von ihnen sind von Hochmoorbülten aus Torfmoosen bewachsen. Auf diesen kommt auch der Rundblättrige Sonnentau und das Scheidige Wollgras vor.
Auf den wechselfeuchten Böden, die zum Hochwald überleiten, dominieren Pfeifengraswiesen.

## Naturschutzgebiet
Die Spintik-Teiche wurden 1959 unter Naturschutz gestellt (LGBl. 18/1959). Das Naturschutzgebiet Spintik-Teiche umfasst 79,5 Hektar in den Gemeinden Maria Wörth und Keutschach am See. Im Westen schließt das Landschaftsschutzgebiet Rauth an, im Osten das Landschaftsschutzgebiet Schrottkogel.

## Belege
- Helmut Hartl, Hans Sampl, Ralf Unkart: Kleinode Kärntens. Nationalparks, Naturschutzgebiete, Landschaftsschutzgebiete, Naturdenkmale. Kärntner Druck- und Verlagsgesellschaft, Klagenfurt 1993, ISBN 3-85391-092-0, S. 130.
- Hans Sampl: Seen und Teiche des Keutschacher Seentales. In: Bettina Golob, Helmut Zwander (Hrsg.): Die Sattnitz. Konglomerat der Natur im Süden Kärntens. Naturwissenschaftlicher Verein für Kärnten, Klagenfurt 2006, ISBN 3-85328-041-2, S. 29–44, hier S. 43f.

Koordinaten: 46° 35′ 54″ N, 14° 12′ 47″ O